# Sự can thiệp quân sự của nước ngoài vào Nga
Sự can thiệp quân sự của nước ngoài vào Nga (tiếng Nga: Иностранная военная интервенция в России) bao gồm một loạt các cuộc viễn chinh quân sự đa quốc gia bắt đầu từ năm 1918. Động lực ban đầu đằng sau các cuộc can thiệp là nhằm bảo vệ kho vũ khí và nguồn cung khỏi rơi vào tay Đế chế Đức, đặc biệt sau khi phe Bolshevik ký Hiệp ước Brest-Litovsk, cũng như để giải cứu các lực lượng Đồng minh bị mắc kẹt trong lãnh thổ Nga sau Cách mạng Tháng Mười năm 1917. Sau Hiệp định đình chiến ngày 11 tháng 11 năm 1918, kế hoạch phe Đồng minh thay đổi thành hỗ trợ lực lượng Bạch Vệ trong cuộc Nội chiến Nga. Khi phe Bạch Vệ sụp đổ, quân Đồng minh rút lực lượng khỏi Nga vào năm 1925.
Quân Đồng minh đã đổ bộ vào Arkhangelsk (trong cuộc can thiệp Bắc Nga từ 1918–1919) và Vladivostok (trong khuôn khổ cuộc can thiệp Siberia từ 1918–1922). Người Anh cũng can thiệp tại khu vực Baltic (1918–1919) và vùng Caucasus (1917–1919). Lực lượng Đồng minh do Pháp dẫn đầu đã tham gia vào cuộc can thiệp tại miền Nam nước Nga (1918–1919).
Những nỗ lực của phe Đồng minh gặp khó khăn bởi các mục tiêu chia rẽ và sự mệt mỏi do chiến tranh sau Thế chiến I. Những yếu tố này, cùng với việc sơ tán Quân đoàn Tiệp Khắc vào tháng 9 năm 1920, đã khiến các cường quốc Đồng minh phương Tây kết thúc các cuộc can thiệp tại Bắc Nga và Siberia vào năm 1920. Tuy nhiên, cuộc can thiệp của Nhật Bản ở Siberia kéo dài đến năm 1922, và Đế quốc Nhật Bản tiếp tục chiếm đóng nửa phía bắc đảo Sakhalin cho đến năm 1925.
Trong cuộc Nội chiến chống can thiệp, những người Bolshevik đã sử dụng hiệu quả trong việc tuyên truyền lòng ái quốc, tác động mạnh đến nhân dân Nga và dành thắng lợi trong cuộc Nội chiến.

## Mở đầu sự can thiệp của Đồng minh

### Cách mạng Nga
Đầu năm 1917, Đế quốc Nga rơi vào tình trạng xáo trộn chính trị – sự ủng hộ của công chúng đối với Chiến tranh Thế giới thứ nhất và Sa hoàng Nicholas II bắt đầu suy giảm, khiến nước Nga đứng bên bờ vực cách mạng. Cuộc Cách mạng Tháng Hai vào tháng 3 năm 1917 đã ảnh hưởng đến tiến trình chiến tranh; dưới áp lực chính trị và cá nhân dữ dội, Sa hoàng buộc phải thoái vị (ngày 16 tháng 3 [theo lịch cũ là ngày 3 tháng 3] năm 1917) và một Chính phủ Lâm thời Nga được thành lập, ban đầu do Georgy Lvov lãnh đạo (từ tháng 3 đến tháng 7 năm 1917) và sau đó là Alexander Kerensky (từ tháng 7 đến tháng 11 năm 1917). Chính phủ Lâm thời cam kết tiếp tục chiến đấu với quân Đức trên Mặt trận phía Đông.
Các nước Đồng minh đã vận chuyển hàng tiếp tế đến Nga từ khi bắt đầu chiến tranh năm 1914 thông qua các cảng Arkhangelsk, Murmansk (được thành lập vào năm 1915) và Vladivostok. Vào tháng 4 năm 1917, Hoa Kỳ tham gia chiến tranh về phía các nước Đồng minh. Tổng thống Hoa Kỳ Woodrow Wilson đã gạt bỏ những do dự về việc tham chiến với một vị sa hoàng chuyên chế làm đồng minh, và Hoa Kỳ bắt đầu cung cấp hỗ trợ kinh tế và kỹ thuật cho chính phủ Kerensky.
Cuộc chiến ngày càng trở nên không được lòng dân chúng Nga. Tình trạng bất ổn chính trị và xã hội gia tăng, trong khi Đảng Bolshevik theo chủ nghĩa Marx chống chiến tranh, dưới sự lãnh đạo của Vladimir Lenin, ngày càng thu hút sự ủng hộ. Một số lượng lớn binh lính thường dân trong Quân đội Đế quốc Nga hoặc nổi loạn hoặc đào ngũ. Cuộc tấn công của Kerensky bắt đầu vào ngày 1 tháng 7 [lịch cũ ngày 18 tháng 6] năm 1917, nhưng một cuộc phản công của Đức và Áo-Hung đã đánh bại lực lượng Nga, dẫn đến sự sụp đổ Mặt trận phía Đông. Quân đội Nga mất tinh thần, đứng trước nguy cơ nổi loạn, và phần lớn binh lính đã đào ngũ khỏi chiến tuyến. Kerensky thay thế Aleksei Brusilov bằng Lavr Kornilov làm Tổng Tư lệnh Quân đội (ngày 19 tháng 7 năm 1917).
Kornilov đã cố gắng thiết lập một chế độ độc tài quân sự bằng cách tổ chức một cuộc đảo chính (ngày 10 tháng 9 [lịch cũ ngày 27 tháng 8] năm 1917). Ông nhận được sự ủng hộ từ tùy viên quân sự Anh tại Petrograd, Chuẩn tướng Alfred Knox, và Kerensky cáo buộc Knox sản xuất tài liệu tuyên truyền ủng hộ Kornilov. Kerensky cũng tuyên bố rằng Huân tước Milner, một thành viên Nội các Chiến tranh Anh, đã viết cho ông một lá thư bày tỏ sự ủng hộ Kornilov. Một đội xe bọc thép Anh do Oliver Locker-Lampson chỉ huy, mặc đồng phục Nga, cũng tham gia vào cuộc đảo chính thất bại này.
Cuộc Cách mạng Tháng Mười ngày 7 tháng 11 [lịch cũ ngày 25 tháng 10] năm 1917 đã dẫn đến việc lật đổ chính phủ lâm thời của Kerensky và đưa Bolshevik lên nắm quyền.
Theo William Henry Chamberlin, "Vài tuần sau Cách mạng Bolshevik, vào ngày 23 tháng 12 năm 1917, một công ước Anh-Pháp đã được ký kết tại Paris, điều chỉnh các hoạt động tương lai lực lượng Anh và Pháp trên lãnh thổ Nga. Công ước này xác định một 'khu vực ảnh hưởng' thuộc Anh bao gồm các vùng đất người Cossack, lãnh thổ Kavkaz, Armenia, Gruzia và Kurdistan, trong khi khu vực thuộc Pháp bao gồm Bessarabia, Ukraina và Crimea. Công ước này có một bối cảnh kinh tế nhất định; đầu tư từ Anh chiếm ưu thế tại các mỏ dầu ở Kavkaz, trong khi người Pháp quan tâm hơn đến các mỏ than và sắt ở Ukraina".

### Nga rút khỏi Thế chiến

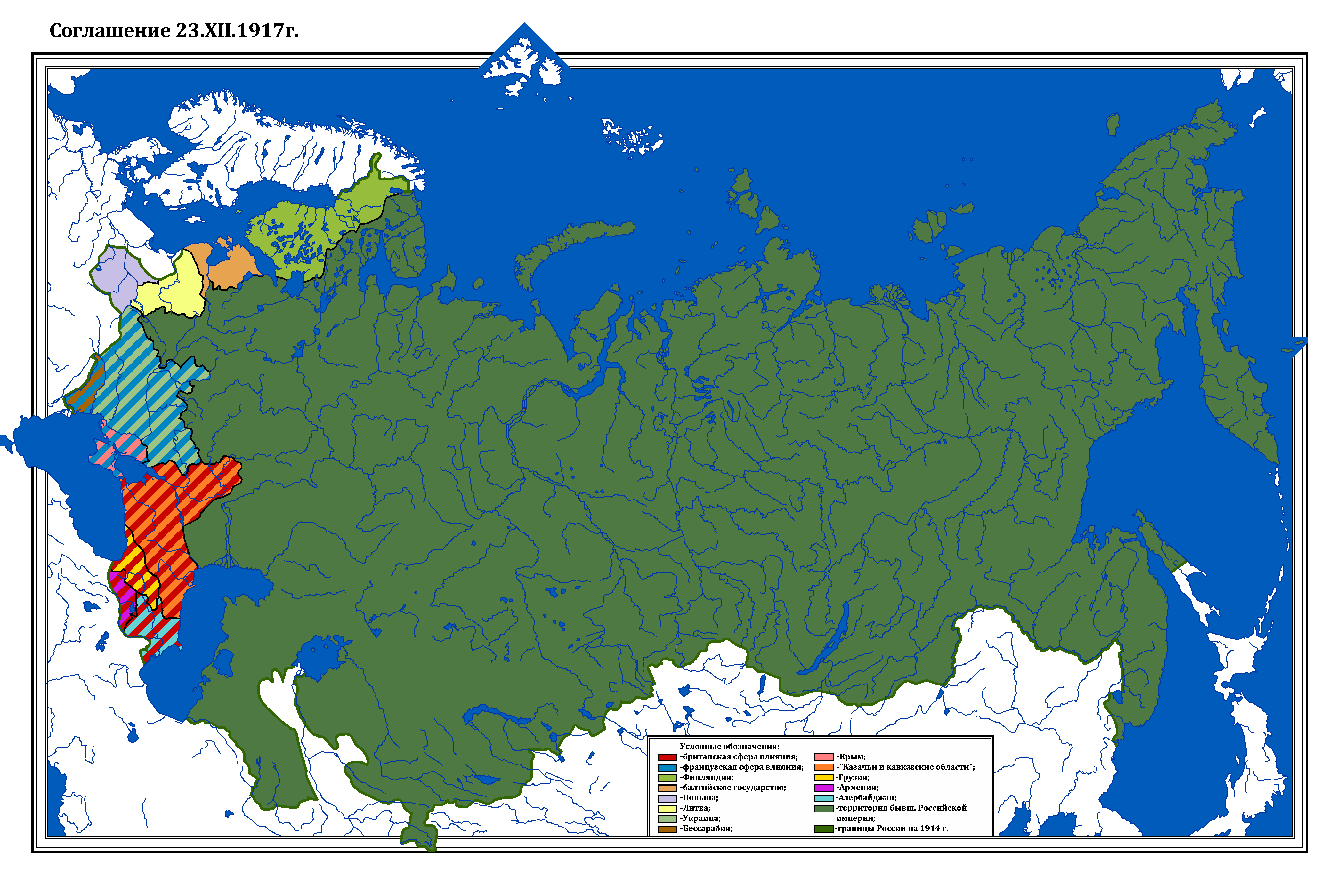
Hiệp định Anh-Pháp ngày 23 tháng 12 năm 1917, về việc phân chia vùng ảnh hưởng lãnh thổ Đế quốc Nga cũ

Đầu năm 1918, lực lượng của phe Liên minh Trung tâm đã xâm lược Nga, chiếm giữ các vùng lãnh thổ rộng lớn và đe dọa chiếm Moskva cũng như áp đặt các chế độ thân Đức. Lenin muốn đàm phán với Đức, nhưng mãi đến cuối tháng 2 ông mới nhận được sự chấp thuận từ Xô viết. Trong nỗ lực tuyệt vọng để chấm dứt chiến tranh, như đã hứa trong khẩu hiệu "Hòa bình, Bánh mì, Đất đai", Cộng hòa Xô viết Nga đã ký Hiệp ước Brest-Litovsk (ngày 3 tháng 3 năm 1918), chấm dứt đổ máu.
Các nước Đồng minh cảm thấy bị phản bội và quay sang chống lại chế độ mới, hỗ trợ kẻ thù "Bạch vệ" của Bolshevik và đổ bộ quân đội để ngăn cản nguồn cung cấp từ Nga đến Đức. Theo nhà sử học Spencer Tucker, các nước Đồng minh tin rằng Bolshevik sẽ không thể thiết lập một chế độ đủ trật tự để đối phó với sự thống trị của Đức. "Với Hiệp ước Brest-Litovsk, viễn cảnh về sự thống trị của Đức ở Đông Âu đã đe dọa trở thành hiện thực, và các nước Đồng minh bắt đầu nghiêm túc cân nhắc về việc can thiệp quân sự".
Nhận thức về sự phản bội đã xóa tan mọi do dự các nước Đồng minh về việc lật đổ Bolshevik. Theo William Henry Chamberlin, ngay cả trước khi Hiệp ước Brest-Litovsk được ký, "Phố Downing đã cân nhắc việc thiết lập một chế độ bảo hộ ở vùng Caucasus, còn Quai d'Orsay thì nhắm đến Crimea, Bessarabia và Ukraine" và bắt đầu đàm phán các thỏa thuận tài trợ cho các tướng lĩnh Bạch vệ nhằm biến những kế hoạch này thành hiện thực. R. H. Bruce Lockhart cùng một điệp viên Anh khác và một quan chức Pháp tại Moskva đã cố gắng tổ chức một cuộc đảo chính để lật đổ chế độ Bolshevik. Tuy nhiên, họ đã làm việc với các điệp viên hai mang, bị bại lộ và bị bắt giữ. Sự hỗ trợ của Pháp và Anh dành cho phe Bạch vệ cũng được thúc đẩy bởi mong muốn bảo vệ các tài sản mà họ đã đầu tư đáng kể vào Nga dưới thời Sa hoàng.

### Quân đoàn Tiệp Khắc
Quân đoàn Tiệp Khắc (Czechoslovak Legion) đôi khi kiểm soát phần lớn tuyến đường sắt xuyên Siberia và tất cả các thành phố lớn ở Siberia. Trong số các tù binh Áo-Hung, có nhiều quốc tịch khác nhau; một số tù binh Tiệp Khắc đã đào ngũ sang quân đội Nga. Người Tiệp Khắc từ lâu đã mong muốn thành lập một quốc gia độc lập của riêng mình, và người Nga đã hỗ trợ việc thành lập các đơn vị đặc biệt Tiệp Khắc (Quân đoàn Tiệp Khắc) để chiến đấu chống lại phe Liên minh Trung tâm.
Việc ký kết Hiệp ước Brest-Litovsk đảm bảo rằng các tù binh chiến tranh (POW) sẽ được hồi hương. Năm 1917, chính quyền Bolshevik tuyên bố rằng nếu Quân đoàn Tiệp Khắc giữ thái độ trung lập và đồng ý rời khỏi Nga, họ sẽ được đảm bảo an toàn khi đi qua Siberia đến Vladivostok, trên đường đến Pháp để chiến đấu cùng lực lượng Đồng minh trên Mặt trận phía Tây. Quân đoàn Tiệp Khắc đã di chuyển qua tuyến đường sắt xuyên Siberia đến Vladivostok. Tuy nhiên, giao tranh giữa Quân đoàn Tiệp Khắc và Bolshevik bùng nổ vào tháng 5 năm 1918.

### Sự lo lắng của Đồng minh
Phe Đồng minh lo sợ sự sụp đổ mặt trận phía Đông cùng sự mất đi đồng minh là Sa Hoàng thân cận vào tay những người cộng sản, nhưng mối lo lớn nhất của phe Đồng minh là lượng lớn vũ khi trang thiết bị tại các hải cảng của Nga có thể sẽ được trang bị cung cấp cho lính Đức. Sự lo ngại ra tăng vào tháng 4/1918, quân đội Đức đổ bộ vào Phần Lan, ra tăng sự suy đoán của Đồng minh về phe Trung tâm có thể chiếm tuyến đường sắt Murmansk-Petrograd, sau đó sẽ chiếm các hải cảng Murmansk và có thể cả Arkhangelsk. Mối quan tâm khác của Đồng minh là lính Lê dương Tiệp Khắc và sự đe dọa của Bolshevik. Trong khi đó trang thiết bị của quân Đồng minh vẫn tiếp tục được dự trữ tại cảng Arkhangelsk và Murmansk. Estonia thành lập quân đội với sự hỗ trợ của Phần Lan chống lại cuộc tấn công của Sư đoàn 7 Hồng quân.
Để giải quyết sự lo ngại, chính phủ Anh và Pháp đã quyết định can thiệp vào Nga với 3 mục tiêu:
- Ngăn chặn hoặc bắt giữ quân Đức và Bolshevik có ý định chiếm kho dự trữ trang thiết bị tại hải cảng Arkhangelsk.
- Trang bị cho Lê dương Tiệp Khắc đang bị mắc kẹt tại Siberia chống lại Bolshevik.
- Lập lại mặt trận phía Đông bằng cách đánh bại Hồng quân Bolshevik với sự giúp đỡ từ quân Lê dương Tiệp Khắc và lực lượng chống đối tại địa phương và ngăn chặn sự lan rộng chủ nghĩa cộng sản và tiêu diệt Bolshevik tại Nga.

Do không đủ lực lượng, Anh và Pháp đã yêu cầu Tổng thống Hoa Kỳ Wilson hỗ trợ quân đội tham gia cuộc chiến. Vào tháng 7/1918 với sự tham vấn của Bộ Chiến tranh Hoa Kỳ, Wilson đã đồng ý với sự tham gia hạn chế của 5000 lính. Lực lượng được gọi là "Hoa Kỳ quân viễn chinh Nga" (còn được gọi Quân viễn chinh gấu Bắc cực (tiếng Anh: Polar Bear Expedition) đã được trang bị tới Arkhangelsk, trong khi đó 8000 Hoa Kỳ quân viễn chinh Siberia được trang bị từ quân đội Mỹ tại Philippines và trại Fremont tại California tới Vladivostok. Cùng tháng đó, chính phủ Canada chấp thuận sự yêu cầu của chính phủ Anh về sự gia tăng quân đội Đế quốc Anh thêm từ Úc, Ấn Độ. Một số được tổ chức thành Canada lực lượng viễn chinh Nga, và lực lượng còn lại là lực lượng thâm nhập Bắc Nga. Một hạm đội Hải quân Hoàng gia được cử tới Baltic dưới sự chỉ huy của Chuẩn Đô đốc Edwyn Alexander-Sinclair. Lực lượng gồm các tàu chiến hiện đại tuần dương hạm lớp-C và -V và khu trục hạm lớp-W. Trong tháng 12/1918, tàu chiến của Sinclair cập cảng Estonia và Latvia, đổ bộ quân và hỗ trợ trang thiết bị chuẩn bị cuộc tấn công Bolshevik "trong họng pháo". Vào tháng 1/1919, Đô đốc Walter Cowan thay thế việc chỉ huy.
Nhật Bản lo ngại về biên giới phía Bắc của mình, Nhật gửi lực lượng quân sự đông đảo nhất khoảng 70000 quân. Nhật có ý định thành lập các quốc gia tại vùng đệm Siberia, và Bộ Tổng tham mưu quân đội Đế quốc Nhật Bản xem tình hình tại Nga như để giải quyết "vấn đề phía Bắc" của Nhật Bản. Chính phủ Nhật Bản mạnh mẽ chống lại chính quyền cộng sản.
Chính quyền Ý thành lập lực lượng đặc biệt "Lê dương hồng quân Ý" (tiếng Ý: Italian Legione Redenta) với quân đội Ý "Tập đoàn quân vận chuyển" (tiếng Ý: Corpo di Spedizione) từ Alpini và tù binh chiến tranh từ Áo-Hung. Ban đầu lực lượng đóng tại Tô giới của Ý tại Thiên Tân với khoảng 2500 quân.
Romania, Hy Lạp, Ba Lan, Trung Quốc, và Serbia cũng gửi quân hỗ trợ can thiệp.

### Nội chiến Nga
Sau khi kết thúc thế chiến với sự thất bại của phe Trung tâm, quân Đồng minh công khai hỗ trợ quân Bạch vệ.

## Liên minh Trung tâm can thiệp
Vào tháng 2 đến tháng 5 năm 1918, quân đội của Đức, Áo-Hungary và Đế chế Ottoman đã chiếm đóng Phần Lan, các nước Baltic, Belarus, Ukraine, một phần lãnh thổ liền kề của Nga, Crimea, Georgia và Armenia. Theo kết quả của Hòa ước Brest-Litovsk, lãnh thổ rộng 780,000 km vuông bị tước đoạt khỏi Nga, với dân số 56 triệu người (một phần ba dân số của Đế quốc Nga), nơi có (trước cách mạng): 27% diện tích đất canh tác nông nghiệp, 26% toàn bộ mạng lưới đường sắt, 33% xưởng dệt may công nghiệp, 73% gang thép được luyện, 89% khai thác than và 90% sản xuất đường, có 918 nhà máy dệt, 574 nhà máy bia, 133 nhà máy sản xuất thuốc lá, 1685 nhà máy chưng cất, 244 nhà máy hóa chất, 615 nhà máy bột giấy, 1073 nhà máy chế tạo máy móc và 40% công nhân công nghiệp sinh sống.
Việc chiếm đóng Ukraine đã mở rộng đáng kể cơ sở kinh tế của các cường quốc Trung tâm, đặc biệt là Đức, và cung cấp cho họ những vị trí chiến lược thuận lợi trong trường hợp một Mặt trận phía Đông chống Đức mới được hồi sinh dưới nỗ lực từ phe Entente. Đức tuy công nhận chính quyền Xô Viết nhưng đồng thời lại ủng hộ các tổ chức và phe phái phản cách mạng, điều này đã cản trở rất nhiều đến vị thế của nước Nga Xô Viết. Người Đức loại bỏ quyền lực của Xô viết ở Baltics và Ukraine, chấm dứt Cộng hòa Xã hội chủ nghĩa Xô viết Taurida ở Crimea vào tháng 4 năm 1918, hỗ trợ "Bạch vệ Phần Lan" và góp phần hình thành trung tâm của phong trào Bạch vệ ở Don. Ataman của Đại quân đội Don, Krasnov, giữ vị trí thân Đức. Kế hoạch thống nhất trên các nguyên tắc liên bang của Quốc gia Ukraina do Hetman Skoropadsky lãnh đạo, Đại quân đội Don và Cộng hòa Nhân dân Kuban đã được thảo luận.
Lực lượng chiếm đóng của Đức ở Mặt trận phía Đông lên tới khoảng 1.045 triệu người và chiếm hơn 20% tổng số lực lượng của Đức, Thổ Nhĩ Kỳ - khoảng 30 nghìn người. Việc để các lực lượng chiếm đóng đáng kể ở phía đông sau khi Hòa ước Brest được ký kết được coi là một sai lầm chiến lược của Bộ chỉ huy tối cao Đức và là một trong những nguyên nhân khiến Đức thất bại trong Thế chiến thứ nhất.
Sau thất bại của Đức trong Thế chiến, theo một giao thức bí mật của Hiệp ước Hòa bình Compiègne ngày 11 tháng 11 năm 1918, quân đội Đức sẽ ở lại lãnh thổ Nga cho đến khi quân Entente đến, nhưng vì sự tan rã hoàn toàn đã buộc phải rời khỏi các vùng lãnh thổ bị chiếm đóng theo lệnh khẩn cấp, với Hồng quân và Quân đội Xô viết Ukraina bắt đầu chiếm các khu vực được giải phóng, và chỉ ở một số điểm (Sevastopol, Odessa) quân Đức bị quân Entente thay thế.
Kể từ mùa thu năm 1918, Đức không còn đóng vai trò quan trọng nào trong lãnh thổ nước Nga Xô Viết. Sự hỗ trợ của nó đối với các tổ chức phản cách mạng dưới hình thức quân đoàn tình nguyện Rüdiger von der Goltz chỉ có mục đích hạn chế là duy trì ảnh hưởng của Đức ở Baltics và đảm bảo biên giới của Đức trước làn sóng chủ nghĩa Bolshevik sắp xảy ra. Tuy nhiên, ngay từ mùa hè năm 1919, Đức đã đề nghị tham gia cuộc chiến chống Nga để đổi lấy việc sửa đổi và nới lỏng các điều khoản của Hiệp ước Hòa bình Versailles. Tuy nhiên, những lời đề xuất này đã bị từ chối và vào mùa thu cùng năm, Đức từ chối tham gia vào cuộc phong tỏa nước Nga Xô Viết do Entente tuyên bố.
Năm 1920, Đức duy trì sự trung lập hoàn toàn trong cuộc chiến Ba Lan-Xô viết. Sau đó, Đức và Nga Xô viết tiến tới khôi phục quan hệ bình thường, được ghi nhận trong Hiệp ước Rapallo vào ngày 16 tháng 4 năm 1922.

### Các cường quốc trung tâm và các đồng minh của họ đã tham gia vào cuộc can thiệp
- Đế quốc Đức - Ukraina, một phần của Nga thuộc Châu Âu, Gruzia (1918 - đầu năm 1919), vùng Baltic - cho đến cuối năm 1919.
- Đế chế Áo-Hung - Ukraine (1918);
- Đế chế Ottoman - Transcaucasia (1918);
- Phần Lan - lãnh thổ của Karelia thuộc Nga (1918-1920).

## Lực lượng bên ngoài trên toàn nước Nga

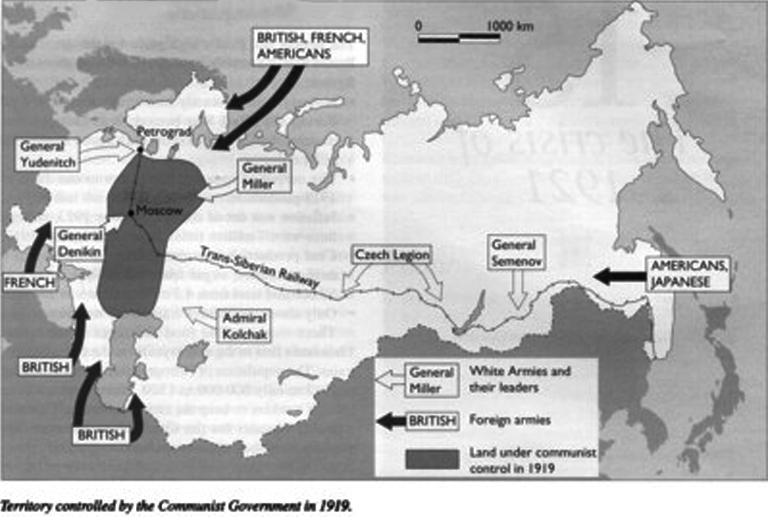
Bản đồ sự can thiệp của các nước vào Nga

Số lượng quân đội tham gia can thiệp vào lãnh thổ Nga:
- 600 lính Pháp và Anh tiến vào Arkhangelsk
- Một số binh lính Anh tiến vào Vladivostok.
- Một số quân Rumani tiến vào Bessarabia.
- 23,351 quân Hy Lạp, 3 tháng sau tiến công rút lui (Quân đoàn I dưới sự chỉ huy của Chuẩn tướng Konstantinos Nider, và sư đoàn bộ binh 13 và 2, tiến vào Crimea, và xung quanh Odessa và Kherson)
- 13,000 quân Mỹ (tiến vào khu vực Arkhangelsk và Vladivostok)
- 11,500 quân Estonia tiến vào Tây bắc Nga
- 2,500 quân Ý (tiến vào Arkhangelsk và Siberia)
- 2,300 quân Trung Quốc (tiến vào khu vực Vladivostok)
- 150 quân Úc (tiến vào chủ yếu ở các vùng Arkhangelsk)
- 15,000 quân Nhật tiến vào khu vực Viễn Đông

## Liên minh Entente can thiệp

### Danh sách lực lượng Liên minh Entente

#### Liên hiệp Anh
Liên hiệp Anh - SPSR (Lực lượng hỗ trợ miền Bắc Nga) lên đến 28 nghìn người (rút quân từ tháng 6 đến tháng 9 năm 1919), sứ mệnh quân sự, biệt đội xe tăng Nam Nga và phi đội 47 thuộc Lực lượng vũ trang miền Nam nước Nga, cũng can thiệp vào Transcaucasia (Gruzia).
- tháng 3 năm 1918 - Murmansk.
- tháng 8 năm 1918 - Arkhangelsk.
- cuối năm 1918 - Biển Baltic - Hải đội Tuần dương Hạng nhẹ Anh đệ lục của Edwyn Alexander-Sinclair, được thay thế vào tháng 1 năm 1919 bởi Hải đội Tuần dương Hạng nhẹ đệ nhất của Chuẩn Đô đốc Walter Cowan.
- tháng 7 đến tháng 11 năm 1919 - Revel, Narva (Biệt đội huấn luyện xe tăng tình nguyện)
- Sevastopol (từ tháng 12 năm 1918), Novorossiysk (12-26 tháng 3 năm 1920) - Phái bộ quân sự của Anh tại Lực lượng vũ trang Nam Nga (AFSR), biệt đội xe tăng Nam Nga (từ ngày 12 tháng 4 năm 1919 tại Batum, sau đó là Ekaterinograd, Tsaritsyn, Novorossiysk, Crimea; rút lui ngày 28 tháng 6 1920), Phi đội 47 (Tsaritsyn, Crimea, tháng 3 năm 1919 - tháng 3 năm 1920).
- Biển Đen - 6 thiết giáp hạm, 1 tàu tuần dương và 13 tàu khu trục (1920)
- Biển Caspi - 11 tàu chiến và 12 tàu chiến đấu ven biển (1920)
- Transcaucasia (từ tháng 8 năm 1918 Baku, từ tháng 12 năm 1918 Batum, sau đó là Krasnovodsk, Petrovsk, Shusha, Julfa, Erivani, Kars và Gagra). Rút vào tháng 7 năm 1920.
- Vladivostok từ tháng 4 năm 1918 (Tiểu đoàn 25 thuộc Trung đoàn Middlesex của Công tước xứ Cambridge gồm 829 người và các đơn vị khác).

 Canada - từ tháng 10 năm 1918 Arkhangelsk, Murmansk 500 lính pháo binh (rút ngày 11 tháng 6 năm 1919), Siberia 3,500-4,000 lính (rút tháng 4 năm 1919).
 Úc - từ tháng 10 năm 1918 Arkhangelsk, Murmansk (rút vào ngày 11 tháng 6 năm 1919) 4,000 binh sĩ.
 Ấn Độ - các tiểu đoàn thuộc Lực lượng Viễn chinh Lưỡng Hà, Transcaucasia 1919-1920.

#### Pháp
Pháp - từ tháng 3 năm 1918 ở phía bắc nước Nga (tàu tuần dương "Đô đốc Aub"), có sự tham gia của các binh sĩ pháo binh Pháp trong chỉ huy đoàn tàu bọc thép của tuyến đường sắt Murmansk-Petrograd.
- từ tháng 8 năm 1918, đổ bộ lên Arkhangelsk, tham gia SPSR, và rút quân ngày 1 tháng 10 năm 1919.
- Miền Nam nước Nga (Odessa, Kherson, Sevastopol) tháng 11 năm 1918 - tháng 4 năm 1919.
- Siberia - Tiểu đoàn bộ binh thuộc địa Siberia và Đội pháo binh thuộc địa Siberia.

Quân đội thuộc địa Pháp (Odessa, tháng 11 năm 1918 - tháng 4 năm 1919) - Trung đoàn 4 súng trường kỵ binh Jaeger châu Phi, Trung đoàn 21 súng trường bản địa, Trung đoàn 10 súng trường Algeria, Tiểu đoàn 9 thuộc Trung đoàn 8 súng trường Algeria, Tiểu đoàn 1 Hành quân Đông Dương; Sevastopol - Tiểu đoàn 129 súng trường Senegal.

#### Hoa Kỳ
Hoa Kỳ từ tháng 8 năm 1918 tham gia SPSR, Arkhangelsk, Murmansk (rút từ tháng 6 đến tháng 10 năm 1919). Theo thỏa thuận với các quốc gia khối Entente, Hoa Kỳ bảo vệ Tuyến đường sắt xuyên Siberia từ Mysovsk đến Verkhneudinsk và từ Iman đến Vladivostok (rút từ tháng 1 đến tháng 3 năm 1920). Tổng số quân Mỹ ở miền Bắc nước Nga lên tới 6,000 người, ở Siberia lên đến 9,000 người.

#### Ý
Ý - 
- Tham gia SPSR (Murmansk), ngày 18 tháng 8 - ngày 19 tháng 8 năm 1919 gồm 2000 binh lính
- Siberia và vùng Viễn Đông - tháng 11 năm 1918 - tháng 8 năm 1919 (Irkutsk, Krasnoyarsk)

#### Hy Lạp
Hy Lạp
- từ đầu năm 1919 đến tháng 4 năm 1919 (Odessa). Khoảng 2,000 binh lính.
- Biển Đen Tháng 11 năm 1918 - Tháng 3 năm 1920 2 thiết giáp hạm, 1 tàu tuần dương chiến đấu, 8 tàu khu trục, 1 tàu bệnh viện và 1 tàu vận tải

#### Rumania
România chiếm đóng Bessarabia vào đầu năm 1918

#### Ba Lan
Ba Lan một đạo quân trong SPSR (Biệt đội Murmansk) (1918-1919)
- Chiến tranh Nga-Ba Lan (Quân đội Ba Lan, "Tổ chức quân sự Ba Lan")

#### Nhật Bản
Nhật Bản Vladivostok, đoạn của Đường sắt xuyên Siberia từ Verkhneudinsk đến Khabarovsk và Iman, Sakhalin từ tháng 4 năm 1918. Rút lui vào năm 1921. Hai sư đoàn gồm khoảng 28000 lưỡi lê. Ngoài các bộ phận của quân đội chính quy, sau khi bắt đầu can thiệp, các nhóm vũ trang của "cư dân" - người dân tộc Nhật Bản sống ở Siberia đã được thành lập (đặc biệt, ở Blagoveshchensk-on-Amur, một biệt đội hơn 300 người, hoạt động dưới sự chỉ huy của các sĩ quan Nhật Bản đã được tạo ra).

#### Trung Quốc
Trung Quốc không tham gia tích cực
- Viễn Đông - Tuần dương hạm bọc thép cấp II "Hải Dung" (海容) dưới sự chỉ huy của Thiếu tướng Lâm Kiến Chương (林建章), một phần của Trung đoàn bộ binh 33 thuộc Sư đoàn bộ binh 9 dưới quyền chỉ huy của Tống Hoán Chương (宋焕章), các đơn vị bảo vệ và lính biên phòng
- Transbaikalia - "Lữ đoàn của Khan" (cấp dưới của quân Nhật).
- Arkhangelsk và Murmansk 1918-1919 - Tiểu đoàn Trung Quốc

#### Khác
Cũng trong SPSR còn có: tiểu đoàn Serbia, Quân đoàn Karelian Phần Lan (trung đoàn Karelian) và Quân đoàn Murmansk Phần Lan, tiểu đoàn tình nguyện Đan Mạch (800 lưỡi lê).

### Mục tiêu can thiệp
Quá trình lật đổ những người Bolshevik bằng vũ lực giữa các nhà lãnh đạo Bên tham chiến (Entente) không có những mục tiêu rõ ràng:
"Pháp có lập trường cứng rắn hơn về vấn đề này, nhưng Anh tỏ ra thận trọng, nhấn mạnh khả năng chiếm đóng và chinh phục Nga là điều hiển nhiên. Hoa Kỳ cũng đã hành động với sự kiềm chế. Sự can thiệp giống như một phương tiện để dọa những người Bolshevik và khiến họ thương lượng về các điều khoản của Bên tham chiến hơn là một công cụ để thay đổi hệ thống chính trị, ngoài ra, không tự tuyên bố có gì đặc biệt, ngoại trừ mong muốn duy trì quyền lực vô điều kiện, ngay cả khi cái giá phải trả của những mất mát lớn về lãnh thổ và sự nhục nhã..."

Theo một số nhân chứng, bản thân những người can thiệp cũng chưa hiểu rõ mục tiêu và mục đích của họ:
| “                                                                     | "Trên các con đường của thành phố biển xinh đẹp này, một số quân đội châu Phi kỳ lạ đã bước đi một cách hòa bình: Người da đen, người Algeria, người Maroc, bị thực dân Pháp đưa từ các quốc gia nắng nóng và xa xôi đưa đến - thờ ơ, vô tư, kém hiểu biết về tất cả. Họ không biết chiến đấu và không muốn. Họ buôn bán và mua đồ lặt vặt và nói chuyện bằng một thứ ngôn ngữ khó nghe. Họ không biết chính xác tại sao họ lại được đưa đến đây." | ” |
| — Alexander Vertinsky về sự can thiệp của Pháp ở Odessa, đầu năm 1919 | |   |

Đối với các nhà lãnh đạo của phong trào Bạch vệ, trong các hoạt động chính sách đối ngoại của họ A. I. Denikin, A. V. Kolchak và những người khác đã xây dựng mối quan hệ đồng minh với Anh, Pháp, sau này - với Hoa Kỳ và Nhật Bản. Các đại diện của các tướng lĩnh đế quốc, những người lãnh đạo phong trào Bạch vệ đã tìm cách thực hiện các nghĩa vụ do chính phủ Nga thực hiện trước Người nhập cư trong Thế chiến thứ nhất (ví dụ: tái tạo Mặt trận phía Đông chống Đức và chống Bolshevik) và mong đợi một phản ứng tương xứng từ các nước phương Tây để khôi phục trật tự pháp lý ở Nga và sự toàn vẹn lãnh thổ của nó. Và sự hỗ trợ như vậy từ các cường quốc của Hiệp ước đã được hứa hẹn cho các tướng lĩnh Nga.
Như nhà nghiên cứu lịch sử về các vấn đề đặc biệt và can thiệp quân sự nước ngoài Nikolay Sergeevich Kirmel viết, nghịch lý lịch sử vào thời điểm đó là việc thiết lập các mối quan hệ chặt chẽ giữa chính phủ Bạch vệ và các Bên tham chiến đồng thời đánh dấu sự khởi đầu của bất đồng giữa các nhà lãnh đạo Bạch vệ và "các đồng minh". Chính sách của Anh, Pháp và các nước khác trong mối quan hệ với Nga (cả "trắng" và "đỏ") được xác định không phải bởi các nghĩa vụ đạo đức, sự ủng hộ hay chống lại bên này hay bên khác trong cuộc nội chiến Nga, mà chủ yếu là bởi lợi ích quốc gia của họ ở Nga, và trước hết là về kinh tế:
Giờ đây, người ta đã xác định rằng "viện trợ" cho chính phủ Bạch vệ không chỉ dựa trên mong muốn ngăn chặn cuộc cách mạng lan rộng khắp thế giới và ngăn chặn thiệt hại hàng tỷ đô la từ việc quốc hữu hóa tài sản do chính phủ Xô viết thực hiện, mà còn, nếu có thể, làm suy yếu một quốc gia, đối thủ cạnh tranh về kinh tế và chính trị bằng cách chia nó thành một số thực thể nhà nước độc lập.

Tướng Dmitry Grigoryevich Shcherbachev, Tổng đại diện quân sự Quân đội Nga thuộc chính phủ liên minh, đã tuyên bố trong một bản tóm tắt chính trị-quân sự ngày 10 tháng 12 năm 1919, rằng giới cầm quyền của Anh và Pháp tìm cách đưa quốc gia của họ thoát khỏi khó khăn tài chính và khôi phục sự cân bằng kinh tế bị phá vỡ trong việc tăng cường xuất khẩu, mà nước Anh phải có thị trường rộng lớn và nguyên liệu thô rẻ - để có thể cạnh tranh với Đức, nước có nền công nghiệp được tổ chức tốt hơn. Người Anh chỉ có thể tìm thấy cả thị trường và nguyên liệu ở Nga, nhưng với điều kiện họ sẽ là người làm chủ: "không thể làm chủ trong một nước Nga thống nhất và vĩ đại, do đó, Anh cần nước Nga bị chia cắt và suy yếu" - Shcherbachev viết và tuyên bố rằng đây là định hướng tất cả các chính sách của Anh, bất kể họ có muốn công nhận những người Bolshevik hay không. Mong muốn chia cắt nước Nga cũng được ghi nhận trong một trong những bài phát biểu tại quốc hội của Thủ tướng Anh David Lloyd George.
Nhà sử học, chính trị gia Nataliya Alekseevna Narotchnitskaya gọi những tuyên bố sai sự thật rằng mục đích của sự can thiệp nước ngoài là để đè bẹp chủ nghĩa Bolshevism và giúp đỡ phong trào Bạch vệ, ghi nhận thái độ tàn ác của Anh đối với đồng minh cũ của mình là Nga, cũng như việc Bên tham chiến hỗ trợ chính phủ theo chủ nghĩa Lenin và kết quả là sự phản bội của người Bạch vệ:
Mục đích của cái gọi là can thiệp vào Nga hoàn toàn không phải để đè bẹp chủ nghĩa Bolshevism và hệ tư tưởng Cộng sản, mà còn không nhằm mục đích giúp phong trào Bạch vệ khôi phục nước Nga thống nhất trước đây. Các động cơ chính luôn là địa chính trị và quân sự-chiến lược, điều này giải thích sự hợp tác hoặc đối tác luân phiên với Hồng quân chống lại Bạch vệ, hoặc ngược lại, lên đến đỉnh điểm là sự phản bội của Bạch vệ bởi Bên tham chiến. Chính sách của Entente là một mô hình thể hiện sự khôn ngoan đối với đồng minh của mình là Nga và phản ánh thái độ đối với coi nước này như một miếng mồi cho nạn cướp bóc...

N.S. Kirmel đồng ý với N. Narochnitskaya về vấn đề này, tóm tắt trong công trình khoa học của ông:
Đường lối của các nước Đồng minh, đặc biệt là Anh, là thành lập các nhà nước non trẻ ở Baltics và Transcaucasus để cắt đứt khỏi Nga dưới ngọn cờ của sự hình thành cái gọi là "đội y tế" xung quanh Nga Xô viết. Ngay sau khi nhiệm vụ này được hoàn thành, hỗ trợ tài chính và vật chất cho quân đội Bạch vệ hoàn toàn chấm dứt. Phù hợp với chính sách thực dụng của mình, Đồng minh đã ký một thỏa thuận với chính phủ của Lenin.

Như Kirmel viết, theo thuật ngữ hiện đại, chính sách tiêu chuẩn kép của các nước châu Âu và Hoa Kỳ liên quan đến Phong trào Bạch vệ đã là một sự thật hiển nhiên trong Nội chiến và không gây ra bất kỳ nghi ngờ nào cho bất kỳ ai. Rõ ràng, đó là lý do tại sao, như sử gia Tiến sĩ Valentina Dmitrievna Zimina viết, Tướng Pyotr Nikolayevich Wrangel, lãnh đạo cuộc đấu tranh của người Bạch vệ ở Crimea, đã học hỏi kinh nghiệm không thành công của những người tiền nhiệm, và tuân thủ một chính sách đối ngoại phổ quát: "theo định hướng chính thức để giúp Pháp, ông không loại trừ liên hệ với Đức, nhưng cố gắng không khoe khoang... ". Như Kirmel viết, vị tổng tư lệnh cuối cùng của Lực lượng vũ trang miền Nam nước Nga (VSYUR) và Quân đội Nga vì chiến thắng trước những người Bolshevik đã sẵn sàng tham gia vào một cuộc đối thoại với các lực lượng địa chính trị khác nhau.
Hành động theo hướng nhất định, các nước Entente đã hỗ trợ giới tinh hoa quốc gia các dân tộc ngoại vi của Đế quốc Nga trong việc thành lập các thực thể độc lập, và các nhà lãnh đạo Phong trào Bạch vệ - trong cuộc chiến chống lại những người Bolshevik. Nhưng việc hỗ trợ không đủ để phe Bạch vệ có đủ sức mạnh để đánh bại hoàn toàn phe Đỏ: theo Kirmel, các chính phủ phương Tây không thể chấp nhận khẩu hiệu của các nhà lãnh đạo Bạch vệ về "Nước Nga một và không thể chia cắt" giống như những người Bolshevik muốn là kèo dài cách mạng đến hòa bình toàn diện, truyền bá cuộc cách mạng ra khắp thế giới. Những người can thiệp đã hành động theo nguyên tắc "lấy - nhiều, cho - bớt", và sự trợ giúp vật chất dành cho quân Bạch không tương ứng với quy mô mà người ta thường được khẳng định trong sử học Xô viết.

### Can thiệp phần châu Âu của Nga
Cuối tháng 2 năm 1918, Chuẩn đô đốc Anh Kemp đề nghị Nga Xô viết cho quân đội Anh đổ bộ lên Murmansk để bảo vệ thành phố và tuyến đường sắt khỏi các cuộc tấn công có thể xảy ra bởi quân Đức và Bạch vệ Phần Lan. Trotsky, người giữ chức vụ Ủy viên Nhân dân (Bộ trưởng) Bộ Dân ủy Ngoại giao, đưa ra chỉ thị chấp nhận sự trợ giúp của Đồng minh.
Kết quả là, ngay sau khi ký kết Hiệp ước Hòa bình Brest, Xô viết Murmansk đã ký một thỏa thuận với Đồng minh để được hỗ trợ quân sự, và vào ngày 6 tháng 3, một đội gồm 170 lính thủy đánh bộ Anh với hai khẩu súng đã đổ bộ xuống Murmansk từ chiến hạm "Vinh quang" của Anh. Ngày hôm sau, tàu tuần dương "Cochrane" của Anh xuất hiện tại ven biển Murmansk, vào ngày 18 tháng 3 là tàu tuần dương "Đô đốc Aube" của Pháp, và vào ngày 27 tháng 5 là tàu tuần dương "Olympia" của Mỹ. Tháng 3 năm 1918, quân Pháp cũng đổ bộ lên Murmansk.
Ngày 15-16 tháng 3 năm 1918 tại Luân Đôn, Hội nghị quân sự Entente thảo luận về vấn đề can thiệp. Trong điều kiện bắt đầu cuộc tấn công của Đức ở Mặt trận phía Tây, quyết định không gửi một lực lượng lớn đến Nga, nhưng vào tháng 6, ngoài đội ngũ hiện có ở Murmansk đã đổ bộ thêm 1500 lính Anh và 100 lính Mỹ.
Vào ngày 27 tháng 6, một nhóm đổ bộ của Anh gồm 2000 người đã vào Murmansk. Các đại diện của Entente đã thuyết phục Đoàn Chủ tịch Xô viết Bolshevik Murmansk (Alexey Mikhailovich Yuryev là chủ tịch) đứng về phía họ. A.M.Yuryev đã hỗ trợ tài chính và cung cấp thực phẩm, hứa sẽ không ngăn cản việc hình thành các đơn vị Bạch vệ và tạo điều kiện cho quân đội Đồng minh chiếm đóng khu vực. Việc này bị coi là hành động thù địch chống lại chính quyền Xô viết.
Vào ngày 1 tháng 7, Yuryev bị tuyên bố là "kẻ thù của nhân dân" bởi sắc lệnh Hội đồng Dân ủy Nga Xô. Sau đó (năm 1920) bản thân Yuryev bị Tòa án Cách mạng kết án "tội đầu hàng Murmansk" tuyên án tử hình, nhưng sau đó án tử hình được bãi bỏ, nên được kết án 10 năm tù, nhưng được trả tự do vào đầu năm 1922.
Vào tháng 8 năm 1918, người Mỹ, Anh và Pháp chiếm Arkhangelsk. Sau khi quân đội Xô viết sơ tán khỏi Arkhangelsk, một chính phủ quân sự lên nắm quyền ở đó, đứng đầu là Đại úy Bers, chỉ huy của Trung đoàn Ngựa núi Bạch Hải (được tập hợp từ các đơn vị của "Sư đoàn bản địa" trước đây), đã trao quyền lực cho Chính quyền tối cao Khu vực phía Bắc, trong đó nhà cách mạng xã hội Nikolai Vasilyevich Tchaikovsky lãnh đạo, giữ các chức vụ quan trọng. Mặt trận chống Bolshevik phía Bắc được thành lập dưới sự chỉ huy chung của Thuyền trưởng đệ nhất (Thượng tá) Georgy Ermolaevich Chaplin.
Tất cả các lực lượng can thiệp ở miền Bắc đều nằm dưới quyền chỉ huy của Anh. Chỉ huy từ tháng 5 đến tháng 11 năm 1918 là Thiếu tướng Frederick Poole, và từ ngày 17 tháng 11 năm 1918 đến ngày 14 tháng 11 năm 1919 là Chuẩn tướng Edmund Ironside.
Do thất bại quân sự của Đức và phe Trung tâm vào tháng 10 đến tháng 11 năm 1918 đã mở ra cơ hội mới cho sự mở rộng can thiệp của Pháp vào khu vực mà nước này đã tuyên bố quan tâm - miền nam Nga và Ukraine. Vào giữa tháng 11 năm 1918, Anh và Pháp đã đưa ra một tuyên bố mới, trong đó tuyên bố rõ ràng sự can thiệp của họ vào Nga để "duy trì trật tự" và "giải phóng" nước này khỏi "những kẻ soán ngôi Bolshevik". Ngay từ ngày 27 tháng 10, người đứng đầu chính phủ Pháp, Thủ tướng Georges Clemenceau, đã thông báo cho Tổng tư lệnh quân đội Pháp Phương Đông, Tướng Louis Franchet d'Espèrey, về "kế hoạch cô lập kinh tế chủ nghĩa Bolshevik ở Nga nhằm gây ra sự sụp đổ". Trong cùng một bức thư, đã đề xuất phát triển một kế hoạch thiết lập một căn cứ của quân đội Đồng minh ở Odessa.
Kế hoạch tổ chức cuộc can thiệp được vạch ra, miền Nam nước Nga được coi là căn cứ quan trọng nhất về kinh tế và quân sự để tổ chức cuộc tấn công tiếp theo nhằm vào các khu vực miền Trung nước Nga Xô Viết của quân đội Bạch vệ.
Mười hai sư đoàn Pháp-Hy Lạp ban đầu được đề xuất can thiệp vào miền nam nước Nga. Tuy nhiên, kế hoạch này đã bị cản trở vì một số lý do khách quan, chủ yếu là do tình hình nội bộ bất ổn ở chính châu Âu và tình hình bất ổn ở nhiều khu vực ở Pháp.
Vào đêm ngày 15 đến ngày 16 tháng 11 năm 1918 Hạm đội Đồng minh của Hải quân Anh, Pháp, Ý, Hy Lạp, dưới sự chỉ huy của Phó Đô đốc Pháp Amet tiến vào Biển Đen. Trong thời gian từ tháng 11 đến tháng 12 năm 1918, các lực lượng đổ bộ của quân can thiệp đã chiếm Novorossiysk (23 tháng 11), Sevastopol (24 tháng 11), Odessa (26-28 tháng 11), Feodosia (14 tháng 12), Evpatoria, Yalta, Kerch. Một đội an ninh nhỏ của Entente được cử đến Simferopol.
Bắt đầu từ tháng 11, Sevastopol trở thành căn cứ chính của quân can thiệp, nơi đặt bộ chỉ huy hải quân và đất liền của quân Entente Cordiale. Tại Crimea đã thực hiện xóa bỏ hoàn toàn chế độ chiếm đóng của Đức, tất cả các đơn vị đồn trú của Đức đã vội vàng rút khỏi Crimea, Đức bàn giao cho các nước Entente một phần của Hạm đội Biển Đen.
Cuối tháng 1 - đầu tháng 2 năm 1919, quân Entente giành quyền kiểm soát Kherson và Nikolaev.
Đến giữa tháng 2, Bộ tư lệnh Entente Cordiale có hai sư đoàn Pháp và một nửa Hy Lạp, cũng như các đơn vị Anh, Romania, Serbia và Ba Lan (tổng cộng lên đến 60 nghìn người), chiếm đóng Crimea, Ukraine và Bessarabia - lãnh thổ giới hạn từ phía bắc bởi đường Bender - Tiraspol - Birzula - Kolosovka - Nikolaev - Kherson. Tuy nhiên, quân đội can thiệp đã bị đơn vị của quân đội Cộng hòa Nhân dân Ukraina phản đối, tuy nhiên, đã không tiến hành bất kỳ hoạt động quân sự nào chống lại họ. Trong thời kỳ chiếm đóng Nikolaev và Kherson, người Pháp đã trao quyền lực cho địa phương Hội đồng Quản trị Cộng hòa Nhân dân Ukraina, cơ quan này cùng tồn tại song song với Bộ chỉ huy Pháp và các hội đồng thành phố. Tại khu vực của sông Dnepr, quân Entente đã tiếp xúc với quân Tình nguyện Bạch vệ.
Lực lượng hải quân Entente với tổng sức mạnh gồm 18 tàu tuần dương và thiết giáp hạm dreadnought, 10 tàu khu trục và 18 tàu vận tải tập trung ở Sevastopol, Odessa (chủ yếu là tàu của Pháp và Hy Lạp) và Kerch (tàu của Anh). Một phần của hải đội Entente tiến vào Biển Azov và chiếm các cảng Mariupol, Berdyansk và Genichesk.
Trong khi đó, hiệu quả chiến đấu của quân Entente ngày càng giảm, và dưới ảnh hưởng của tuyên truyền Bolshevik, tình cảm phản chiến giữa binh lính và thủy thủ ngày càng gia tăng, những người yêu cầu trở về quê hương ngay lập tức. Bộ chỉ huy Pháp quyết định ngừng gửi thêm quân đến Nga.
Vào ngày 1 tháng 3 năm 1919, quân đội Xô viết thuộc Phương diện quân Ukraina, lúc đó đã chiếm hầu hết Tả ngạn Ukraina, đã phát động một cuộc tấn công vào Kherson, kết quả của cuộc giao tranh ác liệt diễn ra vào ngày 10 tháng 3. Vào ngày 14 tháng 3, quân đội can thiệp đã sơ tán khỏi Nikolaev.
Vào tháng 4, Bộ chỉ huy Pháp buộc phải rời bỏ Odessa và Sevastopol vì sự bất mãn của các thủy thủ (những người đã mong đợi sẽ nhanh chóng xuất ngũ sau chiến thắng trước Đức). Do sự rút lui bất ngờ và không phối hợp của quân Pháp, tướng Denikin buộc phải tiến sâu hơn vào Ukraine do lo ngại cho cánh trái của mình, nơi bị cả quân Bolshevik và Petliura đe dọa.
Vào tháng 9 năm 1919, do sự bất mãn ngày càng tăng trong quân đội của họ, thất bại ở mặt trận và tình trạng bất ổn của công nhân ở các nước can thiệp (các cuộc đình công hàng loạt ở Anh đã diễn ra với khẩu hiệu "Bỏ tay ra khỏi nước Nga"), quân Entente quyết định khẩn cấp sơ tán khỏi phía bắc Nga. Trong tháng 9, quân Anh vội vàng rút khỏi các vị trí tiền phương và đến ngày 27 tháng 9, con tàu cuối cùng của Anh đã rời Arkhangelsk.
Trong suốt toàn bộ cuộc can thiệp và Nội chiến, những người can thiệp đã tránh các cuộc đụng độ quân sự trực tiếp với Hồng quân.

#### Can thiệp vào Biển Baltic
Liên quan đến cuộc tấn công của Xô viết vào Estonia, bắt đầu vào tháng 11 năm 1918, các cuộc đụng độ ác liệt với quân đội lực lượng can thiệp đã diễn ra ở Biển Baltic, nơi một hải đội Anh cố gắng tiêu diệt Hạm đội Baltic Đỏ. Vào cuối năm 1918, người Anh đã chiếm được hai trong số các khu trục hạm loại Novik mới nhất, Avtroil và Spartak. Các tàu phóng lôi của Anh đã hai lần tấn công căn cứ chính của Hạm đội Baltic ở Kronstadt. Cuộc tấn công đầu tiên dẫn đến việc đánh chìm tàu tuần dương "Oleg". Trong cuộc tấn công thứ hai vào ngày 18 tháng 8 năm 1919, bảy tàu phóng lôi của Anh đã bắn trúng thiết giáp hạm Andrey Pervozvanny và tuần dương hạm Pamiat Azova, làm mất ba chiếc thuyền trong cuộc tấn công. Vào ngày 31 tháng 8 năm 1919, tàu ngầm Panther của Hạm đội Baltic Đỏ đã đánh chìm tàu khu trục mới nhất của Anh là Vittoria. Vào ngày 21 tháng 10 năm 1919, ba khu trục hạm loại "Novik" - "Gabriel", "Liberty" và "Constantine" đã bị trúng ngư lôi của Anh. Tàu ngầm Anh L-55, các tàu tuần dương "Cassandra" và "Verulam" và một số tàu nhỏ hơn đã bị nổ mìn.

### Can thiệp vào Transcaucasia
Vào ngày 4 tháng 6 năm 1918, một Hiệp ước Hòa bình và Hữu nghị đã được ký kết giữa Cộng hòa Dân chủ Azerbaijan và Ottoman, theo đó Ottoman đã tiến hành "hỗ trợ bằng vũ trang cho Chính phủ Cộng hòa Azerbaijan, nếu sự hỗ trợ đó là cần thiết để duy trì trật tự và an ninh trong nước". Ngay ngày hôm sau, quân đội Ottoman-Azerbaijan bắt đầu tấn công Baku. Với kết quả quân sự thành công của quân đội Ottoman-Azerbaijan, ngày 31 tháng 7, Công xã Baku bị bãi bỏ và quyền lực ở miền Đông Azerbaijan được chuyển cho Chế độ độc tài Caspian Trung tâm, ngay lập tức yêu cầu hỗ trợ bảo vệ thành phố từ tay người Anh. Ngày 17 tháng 8, quân Anh dưới sự chỉ huy của tướng Densterville đổ bộ vào Baku. Bất chấp sự giúp đỡ của Entente, Chế độ độc tài Caspian Trung tâm không tổ chức được việc bảo vệ thành phố, vào ngày 15 tháng 9, quân đội Ottoman-Azerbaijan tiến vào Baku, sau đó tàn sát người Armenia. Chế độ độc tài Caspian Trung tâm đã bị giải tán. Vào giây phút cuối cùng, một nhóm lãnh đạo của Công xã Baku (còn gọi là Dân ủy Baku 26) đã chạy trốn từ Baku đến Krasnovodsk, nơi họ bị Chính phủ lâm thời Transcaspian bắt giữ và hành quyết.
Vào ngày 30 tháng 10 năm 1918, các đại diện của Entente và Ottoman đã ký Đình chiến Mudros, đặc biệt, quy định việc sơ tán quân đội Ottoman khỏi Transcaucasia và Entente được chiếm đóng Baku và Batum.
- Cộng hòa Dân chủ Azerbaijan (ADR). Ngày 17 tháng 11 năm 1918, quân đội Anh dưới sự chỉ huy của Tướng Thomson từ Iran đến Baku. Người Anh yêu cầu quân đội ADR rút khỏi thủ đô. Từ thời điểm đó cho đến tháng 4 năm 1919, Bộ chỉ huy quân sự ADR, thành lập vào ngày 7 tháng 11, đặt tại Yelizavetpol.
- Cộng hòa Dân chủ Gruzia. Từ tháng 11 đến tháng 12, quân đội Anh chiếm các điểm chiến lược ở Transcaucasus - Baku, Tiflis và Batum, cho phép họ kiểm soát tuyến đường sắt Transcaucasian và nguồn cung cấp dầu hỏa từ Baku. Đến cuối tháng 12, quân số Anh ở Gruzia lên tới khoảng 25000 người.

### Sự can thiệp ở Trung Á
Việc thực hiện các kế hoạch ở Trung Á được chính phủ Anh giao cho "Phái đoàn quân sự Anh tại Turkestan" được thành lập sau Cách mạng Tháng Hai, do Thiếu tướng W. Malleson đứng đầu, bao gồm R. Teague-Jones và những người khác. Có mặt ở Mashhad (Bắc Iran) từ tháng 8 năm 1917, phái bộ đã thiết lập liên lạc với những người theo chủ nghĩa dân tộc tư sản Turkestan và giới giáo sĩ-phong kiến, cũng như với các chính quyền Bukhara và Khiva. Sau Cách mạng Tháng Mười, nó trở thành tổ chức chính và trung tâm điều hành cho tất cả các lực lượng chống Xô viết ở Turkestan.
Đồng thời với việc chính phủ Anh cử phái đoàn của W. Malleson tới Mashhad, một phái bộ đã được cử trực tiếp đến Tashkent do Đại tá F. Bailey lãnh đạo. Nhiệm vụ này được gửi đến Tashkent qua Kashmir, Trung Quốc (Kashgar) và xa hơn qua Thung lũng Fergana (Osh và Andijan).
Trong lịch sử Xô viết, ba giai đoạn của cuộc can thiệp của Anh vào Trung Á được phân biệt:
- Giai đoạn 1 (tháng 1 - tháng 7 năm 1918) - can thiệp bí mật vào công việc nội bộ của Turkestan dưới hình thức hỗ trợ tài chính và quân sự-kỹ thuật cho các lực lượng phản cách mạng trong khu vực;
- Giai đoạn 2 (tháng 8 năm 1918 - tháng 3 năm 1919) - cuộc xâm lược quân sự vào lãnh thổ của Turkestan;
- Giai đoạn 3 (4/1919 - 1920) - tương tự như giai đoạn 1.

### Can thiệp ở Viễn Đông và Siberia
Sự can thiệp của nước ngoài vào Viễn Đông bắt đầu vào ngày 5 tháng 4 năm 1918. Vào đêm ngày 4 tháng 4 "những kẻ vô danh" đã thực hiện một cuộc tấn công có vũ trang với mục đích cướp một chi nhánh văn phòng thương mại Nhật Bản "Ishido" ở Vladivostok. Hai công dân Nhật Bản đã bị giết bởi những kẻ đột nhập trong quá trình thực hiện vụ cướp này. Cùng ngày, hai đại đội lính thủy đánh bộ Nhật Bản và Anh đã đổ bộ từ các tàu hải quân Nhật Bản và Anh tại bãi ven biển với lý do bảo vệ công dân ngoại quốc. Ngày hôm sau, một đội gồm 250 thủy thủ Nhật Bản đã cập bến, đến tháng 10 đã có 73,000 người. Không gặp phải sự kháng cự nào, họ đã chiếm được các cứ điểm của thành phố, đảo Russky với các công sự, khẩu đội pháo, kho quân sự và doanh trại.
Vào cuối năm, tổng số quân can thiệp, bao gồm cả lính Lê dương Tiệp Khắc, những người nổi dậy chống lại Xô viết và quân đội Mỹ, đã tăng lên 15,0000 quân. Theo dữ liệu của Mỹ, vào ngày 15 tháng 9 năm 1919, lực lượng can thiệp Entente ở Viễn Đông có trong hàng ngũ của họ hơn 60,000 người Nhật, 9,000 người Mỹ, 1,500 người Anh, 1,500 người Ý, 1100 người Pháp và 60,000 binh sĩ và sĩ quan Tiệp Khắc. Ngoài ra, còn có các đơn vị quân đội Trung Quốc, Romania và Ba Lan "Bạch vệ".
Sự bắt đầu cuộc đổ bộ của quân đội các nước can thiệp là tín hiệu cho các Atamans của quân Bạch vệ Cossacks Semenov, Kalmykov và Gamov nối lại các cuộc chiến. Trong một thời gian ngắn, với những nỗ lực tổng hợp của mình, họ đã đánh bại một số ít lực lượng của Ban Chấp hành Trung ương Xô viết Siberi (Centrosibir) và Hội đồng Dân ủy Xô viết Viễn Đông (Dalsovnarkom). Quân Semenovs, được hỗ trợ bởi quân đội Nhật Bản, cùng với quân Belochekh đã chiếm Chita vào ngày 1 tháng 9 năm 1918, cắt toàn bộ Đông Siberia và Viễn Đông khỏi phần châu Âu của Nga.

#### Nhật Bản và sự can thiệp
Bộ phận tình báo của Bộ Tổng tham mưu Tổng hành dinh Lãnh tụ tối cao, trong một báo cáo ngày 21 tháng 3 năm 1919, đã mô tả động cơ của Nhật Bản đối với chính sách đối ngoại là quốc gia này thiếu khoáng sản và nguyên liệu thô cần thiết cho công nghiệp và mong muốn giành được thị trường mạnh, điều này đã thúc đẩy Nhật Bản chiếm lãnh thổ ở các nước giàu nguyên liệu thô và có trình độ phát triển công nghiệp thấp (Trung Quốc, Viễn Đông Nga và các nước khác).
Sau khi đồng ý tham gia cuộc chiến chống lại những người Bolshevik, Nhật Bản đã triển khai quân đội và gấp rút đánh chiếm Siberia, ráo riết mua lại những vùng đất rộng lớn, nhà cửa, hầm mỏ, nhà máy công nghiệp và mở các chi nhánh ngân hàng để trợ cấp cho các doanh nghiệp của họ. Để chiếm vùng Viễn Đông của Nga mà không bị cản trở, Nhật Bản bắt đầu ủng hộ phong trào ly khai của những người Cossack atamans.
Vào ngày 1 tháng 4 năm 1919, các trinh sát của Cơ quan Lãnh tụ tối cao báo cáo rằng "cuộc chiến chống chủ nghĩa Bolshevik là một cái cớ tốt để quân đội Nhật Bản ở lại trên đất nước ngoài, và sự hỗ trợ của atamans cho phép Nhật Bản khai thác nguyên liệu", nhà sử học N.S. Kirmel viết, với tham chiếu đến Kho lưu trữ quân sự nhà nước Nga, rằng một trong những cách Nhật Bản giành được quyền lực tối cao là tiến hành tuyên truyền toàn châu Á, "Châu Á cho người Châu Á" và nỗ lực chia cắt Nga để thành lập "một Liên minh Châu Á dưới lá cờ Nhật Bản".
Những thất bại của quân đội Lãnh tụ tối cao Quốc gia Nga năm 1919 đã ảnh hưởng mạnh mẽ đến chính sách của Nhật Bản đối với vấn đề Nga: Ngày 13 tháng 8 năm 1919, chủ tịch văn phòng thống kê quân sự của quân khu Priamursky báo cáo rằng "vấn đề về việc công nhận Chính quyền Omsk giờ đây không còn là chủ đề thảo luận liên quan đến sự thành công của những người Bolshevik và tình trạng mong manh của chế độ Kolchak. Chính sách của Nhật Bản đối với Nga sẽ được thay đổi. Nhật Bản nên "quan tâm đến cách liên hệ với chủ nghĩa Bolshevism ở phía Đông"".

#### Hoa Kỳ và sự can thiệp
Vào tháng 4 năm 1919, cũng trên cơ sở các báo cáo gửi đến Bộ Tổng tham mưu quân đội Lãnh tụ tối cao từ các điệp viên quân sự ở Mỹ, Trung Quốc và Nhật Bản, tình báo của Kolchak đã có thông tin rằng Hoa Kỳ chống lại Nhật Bản ở Viễn Đông, đưa Trung Quốc chống lại Nhật Bản, cũng như chống lại Bạch vệ Siberia và chính phủ Kolchak. Theo các nhà phân tích của cơ quan mật vụ Bạch vệ, Mỹ với khuynh hướng thống trị thế giới đã gây ra mối nguy hiểm lớn nhất cho Nga trong số các quốc gia đã giúp đỡ phong trào Bạch vệ. Về vấn đề này, một thành viên của bộ phận tình báo của Bộ Tổng tham mưu, Đại úy Simonov, đề nghị "phải hết sức thận trọng với Mỹ" bằng cách loại bỏ "mọi thứ không cần thiết ra khỏi lãnh thổ của chúng ta", chủ yếu là Hiệp hội Thanh niên Cơ đốc giáo. Tiến sĩ sử học N.S. Kirmel viết rằng kết luận tình báo này không chắc đã được Kolchak, người có thiện cảm với Hoa Kỳ, đồng tình chấp thuận.
Bộ chỉ huy quân sự Mỹ sẽ không tích cực tham gia và can thiệp vào Nội chiến Nga và trên thực tế, có thái độ thù địch với chính sách của Lãnh tụ tối cao Kolchak vì tính cách "phi dân chủ" của ông ta. Đáp lại yêu cầu của Nhật Bản về việc giúp đỡ trong việc đàn áp cuộc nổi dậy của những người Bolshevik ở hậu phương vào mùa xuân năm 1919, Hoa Kỳ công bố:
Chúng tôi không coi những người Bolshevik là kẻ thù, vì họ đại diện cho một trong những đảng chính trị ở Nga... hành động chống lại họ, chúng tôi sẽ can thiệp vào công việc nội bộ của Nga.

Tuy nhiên, vào ngày 3 tháng 8 năm 1918, Bộ Chiến tranh Hoa Kỳ ra lệnh cho Tướng Graves can thiệp vào Nga và gửi các Trung đoàn bộ binh 27 và 31 cũng như các tình nguyện viên từ Trung đoàn 13 và 62 đến Vladivostok. Tổng cộng, Hoa Kỳ đã đổ bộ khoảng 7,950 binh sĩ ở Viễn Đông và khoảng 5,000 ở miền bắc nước Nga. Theo dữ liệu chưa đầy đủ, chỉ để duy trì quân đội của mình - không có hải quân và hỗ trợ cho lực lượng Bạch vệ - Hoa Kỳ đã chi hơn 25 triệu đô la.

#### Kết thúc can thiệp ở Viễn Đông
Năm 1920, Hồng quân đánh bại phong trào Bạch vệ ở Siberia, và một quốc gia vùng đệm, Cộng hòa Viễn Đông, được thành lập ở phía đông Hồ Baikal. Vào mùa hè năm 1920, Hiệp định Gongot được ký kết, theo đó quân đội Nhật Bản được sơ tán khỏi Transbaikalia. Vào tháng 6 năm 1920, quân đội Hoa Kỳ và Anh di tản qua Vladivostok; lực lượng nước ngoài duy nhất còn lại trong khu vực là người Nhật.
Năm 1921, người Nhật hỗ trợ chính quyền Priamursky Zemstvo, cho phép lực lượng Bạch vệ bị đánh bại ẩn náu và tập hợp lại dưới sự che chở của các đơn vị Nhật Bản. Tuy nhiên, hoạt động của Nhật Bản ở Primorye đã làm dấy lên sự nghi ngờ của Hoa Kỳ, dẫn đến sự cô lập quốc tế của Nhật Bản tại Hội nghị Washington. Áp lực ngoại giao, cũng như các cuộc biểu tình trong nước và chi phí khổng lồ liên quan đến Cuộc viễn chinh Siberia, buộc chính quyền Kato Tomosaburo phải rút quân Nhật khỏi Primorye vào tháng 10 năm 1922. Quân đội Nhật Bản vẫn ở lại Bắc Sakhalin cho đến năm 1925, giải thích điều này là do sự cần thiết phải ngăn chặn các cuộc tấn công vào công dân Nhật Bản như Sự cố Nikolayevsk.

### Hoạt động của các đơn vị tình báo
Trong số các mối đe dọa quân sự đối với phong trào Bạch vệ, N.S. Kirmel chỉ ra các hoạt động của các cơ quan đặc nhiệm can thiệp, hoạt động phù hợp với chính sách đối ngoại của chính phủ các quốc gia can thiệp nhằm đánh bại và làm suy yếu nước Nga, không chỉ tham gia nhiều vào việc thu thập thông tin quân sự thuần túy về lực lượng vũ trang Bạch vệ, mà còn về tài nguyên thiên nhiên và các giá trị vật chất của Nga. Mặc dù thực tế là, một mặt, các cơ quan tình báo của "đồng minh" đã hỗ trợ phong trào Bạch vệ trong cuộc chiến chống lại những người Bolshevik, họ cũng thực hiện các hoạt động mang tính chất lật đổ chống lại phong trào Bạch vệ: ủng hộ phong trào ly khai của người Cossacks và phe đối lập Bạch vệ đối với chính phủ Bạch vệ, tiến hành tuyên truyền có lợi cho quốc gia của họ, v.v. Hoạt động tình báo Mỹ đặc biệt tích cực. Theo N.S. Kirmel, cũng có những hậu quả tiêu cực đối với Phong trào Bạch vệ: trong quá trình trao đổi thông tin, trong một số trường hợp, các điệp viên Bạch vệ đã bị giải mã trước các cơ quan mật vụ nước ngoài, với tất cả những hậu quả sau đó. Lực lượng phản gián của Bạch vệ đã phải chuyển hướng lực lượng khỏi cuộc chiến chống lại các tổ chức ngầm Bolshevik để chống lại hoạt động gián điệp, vốn được Đồng minh tích cực tham gia hoạt động gián điệp vào các vùng lãnh thổ dưới sự kiểm soát của quân đội Bạch vệ, điều này cuối cùng đã tạo điều kiện thuận lợi cho hoạt động của các cơ quan mật vụ Xô viết và lực lượng ngầm Bolshevik.

### Vấn đề hỗ trợ vật chất của Entente cho Bạch vệ
Những người theo chủ nghĩa can thiệp chỉ giới hạn trong việc hỗ trợ vật chất cho việc thành lập nhà nước Bạch vệ, nhưng cuộc khủng hoảng kinh tế - xã hội đột ngột ở các nước châu Âu đã hạn chế đáng kể khả năng cung cấp sự trợ giúp đó. Sử dụng Comintern, những người Bolshevik đã tìm cách gây áp lực lên chính phủ của một số quốc gia nước ngoài, kể cả bằng "các biện pháp cách mạng"; việc cung cấp vũ khí và thiết bị cho Bạch vệ thường bị phá hoại bởi công nhân các nước Entente và giới trí thức cánh tả, những người có cảm tình với những người Bolshevik và yêu cầu chấm dứt ủng hộ "các chế độ phản động". A.I. Kuprin đã viết trong hồi ký của mình về việc cung cấp cho quân đội của Yudenich bởi người Anh:
Người Anh đã gửi máy bay đến, nhưng với những cánh quạt không phù hợp; súng máy, với các băng đạn không tương thích; súng - là những viên đạn và lựu đạn không thể phát nổ. Có lần họ đã gửi 36 tàu hơi nước chở hàng. Hóa ra là những vật dụng làm hàng rào: kiếm, băng đeo ngực, mặt nạ, găng tay. Những người Anh bị chất vấn sau đó, với nụ cười nhạt, nói rằng tất cả là lỗi của những người lao động Xã hội chủ nghĩa, những người không cho phép họ chở các vật liệu cho cuộc đấu tranh đe dọa anh em Bolshevik.

Do đó, sự trợ giúp vật chất mà các "đồng minh" dành cho Phong trào Bạch vệ khiêm tốn hơn nhiều so với quy mô mà các nhà sử học Xô viết mô tả. Đối với hỗ trợ, chẳng hạn, "Pháp đã phân chia sự chú ý của mình giữa Các lực lượng vũ trang của miền Nam Nga, Ukraine, Phần Lan và Ba Lan, cung cấp sự hỗ trợ nghiêm túc hơn cho riêng Ba Lan và chỉ để cứu nước này, sau đó đã có quan hệ chặt chẽ hơn với Bộ tư lệnh miền Nam trong giai đoạn cuối cùng của cuộc đấu tranh ở Crimea... Cuối cùng, chúng ta không nhận được bất kỳ sự trợ giúp thực sự nào từ nó: không hỗ trợ ngoại giao vững chắc, đặc biệt quan trọng trong mối quan hệ với Ba Lan, tín dụng cũng như tiếp liệu" - Tướng A.I. Denikin, Tổng tư lệnh các Lực lượng vũ trang miền Nam Nga.
Và, như sử sách Liên Xô đã không đề cập đến, khoản viện trợ này hoàn toàn không được quan tâm và được cung cấp chủ yếu dưới dạng tín dụng hàng hóa do Entente Phong trào Bạch vệ phân bổ để chi trả cho việc cung cấp vũ khí và đạn dược từ chính các nước Entente. Cần lưu ý rằng việc giao hàng từ nước ngoài rõ ràng không tương ứng với số lượng tối thiểu cần thiết để cung cấp và trang bị cho quân đội, liên quan đến các tổ chức ngoại thương của cả chính phủ của Tướng A.I. Denikin và Đô đốc A.V. Kolchak buộc phải mua các vật liệu quân sự cần thiết từ các công ty nước ngoài và xuất khẩu nguyên liệu thô, chủ yếu là ngũ cốc để trao đổi. Entente đã đặt ra với chính phủ Bạch vệ câu hỏi về sự cần thiết phải bồi thường cho khoản viện trợ này. Tướng Denikin làm chứng:
Phái bộ Pháp đã đàm phán từ tháng 8 về "các khoản bồi thường có tính chất kinh tế" để đổi lại việc cung cấp quân nhu và sau khi gửi một hoặc hai chuyến vận tải với số lượng tiếp tế không đáng kể... Maklakov đã đánh điện báo từ Paris rằng chính phủ Pháp "buộc phải ngừng gửi vật tư chiến đấu" trừ khi chúng tôi "tiến hành cung cấp một lượng lúa mì tương ứng".

Và kết luận khá hợp lý bên dưới rằng "nó không còn là viện trợ, mà chỉ đơn giản là trao đổi hàng hóa và thương mại".
Lãnh tụ tối cao Nga, Đô đốc A.V. Kolchak, buộc phải sử dụng dự trữ vàng để mua vũ khí, đạn dược và quân phục, sau khi gửi vào các ngân hàng nước ngoài. Tổng tư lệnh các lực lượng vũ trang ở miền Nam nước Nga, Tướng A.I. Denikin, buộc phải thanh toán bằng nguyên liệu thô với cái giá phải trả là công nghiệp và dân số của ông ta. Tuy nhiên, tổng số lượng tiếp tế và mua hàng đã cung cấp cho Bạch vệ chỉ bằng một nửa mọi thứ họ cần.
Sử gia V.G. Khandorin viết rằng bất chấp tất cả các nguồn cung cấp của Đồng minh, Hồng quân đã vượt quá người Bạch vệ về số lượng vũ khí trong suốt cuộc Nội chiến: nguồn cung cấp cho Quân đội Đế quốc Nga quá lớn và do đó viện trợ của Đồng minh cho Bạch vệ là không đủ (ví dụ, người Anh chỉ cung cấp vài chục chiếc xe tăng đến Denikin, mặc dù họ có hàng nghìn chiếc, và sau khi Thế chiến thứ nhất kết thúc, số lượng như vậy rõ ràng là không cần thiết). Ngay cả những nhà sử học Xô Viết trung thực nhất, chẳng hạn như N.E. Kakurin, cũng thừa nhận sự thật này.

#### Viện trợ của Anh
Mối quan hệ giữa miền Nam Bạch vệ và Vương quốc Anh không hề tốt đẹp. Lý do cho điều này là sự khác biệt về quan điểm về "chính sách của Anh đối với vấn đề của Nga" giữa Bộ trưởng Chiến tranh Winston Churchill và Thủ tướng Lloyd George. Tướng Denikin, người không có thông tin mà sử học ngày nay có được về những sự kiện đó, đã mô tả thái độ kép này của nước Anh đối với Phong trào Bạch vệ là "hai bàn tay: một trong số đó đưa ra và một trong số đó lấy đi" Bộ trưởng Chiến tranh Churchill đã đứng ra bảo vệ phòng trào Bạch vệ khi thảo luận về ngân sách quân sự tại Hạ viện, ông nói rõ rằng "không phải chúng ta chiến đấu vì lợi ích của Kolchak và Denikin, mà là Kolchak và Denikin đang chiến đấu vì lợi ích của chúng ta". Thông tin rằng quân đội chống Bolshevik quan trọng hơn đối với Đồng minh hơn là bản thân Đồng minh đối với phong trào Bạch vệ đã được tình báo Bạch vệ thu được từ báo chí công khai vào cuối năm 1919.
Tuy nhiên, liên quan đến sự trợ giúp cho Bạch vệ Siberia, Tướng N.S. Batyushin, với sự tham khảo của báo chí Anh, đã trích dẫn lời nói của Bộ trưởng Bộ Chiến tranh Anh Winston Churchill:
Những quả đạn pháo này đã gửi [cho Đô đốc A.V. Kolchak] là thừa của quân đội Anh; không thể bán thặng dư này trên thị trường; nhưng nếu vỏ đạn được lưu trữ ở Anh, Quốc hội sẽ phải phân bổ tiền để xây dựng nhà kho và thuê người giám sát việc lưu trữ, và do đó việc gửi vỏ đạn này không thể được coi là không có lợi cho quốc gia Anh.

D.V. Lekhovich - người viết tiểu sử A.I. Denikin - viết:
Lloyd George xoay sở giữa viện trợ cho Phong trào Bạch vệ, mong muốn giao thương với chính phủ Xô viết và mong muốn duy trì nền độc lập các quốc gia nhỏ đã xuất hiện ở rìa của Đế chế Nga trước đây. Ông công khai chủ trương chia cắt nước Nga. Sự xung đột của nền chính trị Anh, sự khác biệt giữa Churchill và Lloyd George, một bên là chủ nghĩa cuồng nhiệt, và mặt khác là chứng sợ Russophobia, sự thiếu vắng của một chương trình hành động được lên kế hoạch rõ ràng - tất cả những điều này khiến Denikin hoàn toàn thất vọng. Và một lần, với sự thẳng thắn thường thấy của mình, ông hỏi người Anh, "họ đến Caucasus với tư cách nào - với tư cách là bạn hay kẻ thù?"

Chính sách đồng minh về "tiêu chuẩn kép" không có gì bí mật đối với các nhà lãnh đạo Phong trào Bạch vệ nếu không có báo cáo tình báo. Các cơ quan tình báo chỉ xác nhận những gì đến qua các kênh khác. Tướng N.S. Batyushin tóm tắt: “Để hiểu được lý do thực sự việc Đồng minh của chúng ta hỗ trợ quân đội chống Bolshevik, thậm chí không cần thiết phải có những mật vụ tốn kém mà chỉ cần đọc báo nước ngoài một cách có hệ thống là hiểu”.
Chính sách của Entente đối với Bạch vệ Nga hoàn toàn không phải là một chính sách vô vị lợi, mà là chính sách phục vụ bản thân, và nguyên tắc nghĩa vụ đạo đức của viện trợ Đồng minh dần dần bị loại bỏ khỏi khuôn khổ quan hệ với chính Bạch vệ. Vì vậy, Thủ tướng Anh Lloyd George, ngay sau nỗ lực thất bại (vì lợi ích của nước Anh) để Bạch vệ và Hồng quân ngồi vào bàn đàm phán ở Quần đảo Hoàng tử, đã phát biểu như sau:
Khả năng cố vấn trong việc hỗ trợ Đô đốc Kolchak và Tướng Denikin, gây tranh cãi nhiều hơn bởi vì họ đang "chiến đấu cho nước Nga Thống nhất".. tôi không thể nói liệu khẩu hiệu này có phù hợp với chính sách của Anh hay không... Một trong những người vĩ đại của chúng ta, Lord Beaconsfield, đã nhìn thấy nước Nga rộng lớn, hùng mạnh và vĩ đại, lăn tăn như một dòng sông băng về phía Ba Tư, Afghanistan và Ấn Độ, mối nguy hiểm ghê gớm nhất đối với Đế quốc Anh...

Nước Anh, sau thất bại của "Đồng minh" trong việc tạo ra "hai nước Nga nhỏ bé", đã phải đưa ra lựa chọn cuối cùng có lợi cho một bên của cuộc xung đột. Một số nhà sử học tin rằng Anh quan tâm đến chiến thắng của những người Bolshevik, những người sẵn sàng nhượng bộ và thỏa hiệp để giữ quyền lực của riêng mình, hơn là các nhà lãnh đạo Bạch vệ, những người kiên quyết lặp lại "Chúng tôi không đánh đổi Nga" và đó là lý do tại sao, theo Tướng Denikin, đã có "một sự từ chối cuối cùng để chiến đấu và giúp đỡ các lực lượng chống Bolshevik trong thời điểm khó khăn nhất đối với chúng tôi".

#### Thanh toán cho sự hỗ trợ vật chất và chính trị cho quân đội Nga của Entente
Để đổi lại sự ủng hộ về vật chất và chính trị của họ, các "đồng minh" đã đặt ra các điều kiện cho các nhà lãnh đạo của phong trào Bạch vệ:
1. Công nhận nền độc lập của các quốc gia mới thành lập ở rìa của đế quốc;
2. Thực hiện một loạt các cải cách dân chủ.

Tuy nhiên, bất chấp sức ép của các nước Entente, các nhà lãnh đạo Bạch vệ từ chối nhượng bộ đi ngược lại với lợi ích của Nga. Điều này làm phức tạp mối quan hệ giữa giới lãnh đạo quân sự và chính trị của quân đội Bạch vệ và những quốc gia can thiệp. Như A.I. Denikin đã viết trong hồi ký của mình:
Từ Paris, chúng tôi thường được cho biết: Sự giúp đỡ của Đồng minh là không đủ vì cuộc đấu tranh miền Đông và miền Nam không được lòng các nền dân chủ châu Âu; phải nói hai từ đó mới có được thiện cảm của họ: Cộng hòa và Liên bang. Chúng tôi đã không nói những lời này.

Lập trường không khoan nhượng của các nhà lãnh đạo của Phong trào Bạch vệ về việc khôi phục một "Nước Nga thống nhất và không thể chia cắt" đi ngược lại với kế hoạch của các "đồng minh" về việc chia cắt nó, điều này đã làm ảnh hưởng đến công việc của các đại diện ngoại giao Nga, những người đã cố gắng bảo vệ lợi ích quốc gia ở nước ngoài nhưng đã thất bại.
Theo nhà sử học N.S. Kirmel, sự miễn cưỡng các nhà lãnh đạo phong trào Bạch vệ nhượng bộ về vấn đề công nhận nền độc lập của các quốc gia mới, lẩn tránh những lời hứa thực hiện chuyển đổi dân chủ - phù hợp với tuyên bố của họ "Hội đồng lập hiến sau chiến thắng trước những người Bolshevik quyết định số phận của nước Nga"- dần dần đưa Phong trào Bạch vệ đến chỗ bị cô lập trên trường quốc tế (không một chính phủ chống Bolshevik nào được công nhận là "đồng minh") và bị tước đi sự hỗ trợ vật chất từ nước ngoài, số mệnh của phong trào Bạch vệ bị suy yếu, các căn cứ (trái ngược với vị trí trung tâm của căn cứ Bolshevik sở hữu tất cả các nhà máy quân sự và nhà kho Quân đội Đế quốc Nga trước đây) ở rìa đế chế và không có cơ sở vật chất và sản xuất riêng.

## Kết quả của sự can thiệp của Entente và các đồng minh
Vào mùa hè năm 1919, 12,000 quân Anh, Mỹ và Pháp đóng tại Arkhangelsk và Murmansk đã được di tản. Đến năm 1920, hầu hết các quốc gia can thiệp đã rời khỏi lãnh thổ của nước Nga Xô viết. Ở Viễn Đông, duy trì cho đến năm 1922. Các khu vực cuối cùng của Xô viết được giải phóng là Đảo Wrangel (1924) và Bắc Sakhalin (1925).
Các chính phủ phương Tây có thể trấn áp các cuộc nổi dậy mang tính cách mạng ở nước mình, nhưng họ không thể ngăn cản sự ủng hộ gián tiếp của chủ nghĩa Bolshevik, vốn được thể hiện qua các cuộc biểu tình đông đảo công nhân nước ngoài với khẩu hiệu "Rời bỏ nước Nga Xô Viết". Sự ủng hộ từ quốc tế cho những người Bolshevik là một yếu tố quan trọng làm suy yếu sự thống nhất trong hành động của các nước Entente và làm suy yếu sức mạnh các cuộc tấn công quân sự vào nước Nga Xô Viết. Kinh tế cũng là một yếu tố quan trọng: chỉ có thể đưa các nước Châu Âu thoát khỏi khủng hoảng kinh tế và những căng thẳng xã hội sau Chiến tranh thế giới thứ nhất nếu mối quan hệ kinh tế truyền thống với Nga được khôi phục, nếu không châu Âu sẽ bị đe dọa bởi tài chính và nguyên liệu phụ thuộc vào Hoa Kỳ. Trước tình hình đó, theo sáng kiến của Anh và Ý, Hội đồng Tối cao Entente quyết định dỡ bỏ lệnh phong tỏa và nối lại thương mại với "người dân Nga".
Những người Bolshevik, những người đã sử dụng những mâu thuẫn tồn tại trong khối Entente để có lợi cho họ, đã tìm cách ngăn cản các lực lượng chống Xô viết tổ chức một cuộc tấn công với một mặt trận chung. Và với sự công nhận Nga Xô của các nước Entente, các đội quân của Nhà nước Bạch vệ đã bị mất đi sự hỗ trợ nghiêm trọng về chính trị và quân sự, điều này đã ảnh hưởng đến kết quả chung của Nội chiến Nga.
Các nhà lãnh đạo của Phong trào Bạch vệ trên thực tế thực sự gặp bế tắc liên quan đến vấn đề có nên chấp nhận sự trợ giúp từ các "đồng minh" hay không: một nền kinh tế bị điêu tàn, đòi hỏi những khoản chi tài chính khổng lồ; tất cả các căn cứ của nhà nước Bạch vệ được thành lập ở vùng rìa của đế chế, vốn không có cơ sở vật chất và công nghiệp - không giống như căn cứ của những người Bolshevik, đóng ở trung tâm đất nước với các nhà máy và kho quân sự trong Chiến tranh thế giới thứ nhất. Không thể tự xoay sở, họ buộc phải đặt mình vào tình trạng phụ thuộc chiến lược vào các quốc gia can thiệp, những quốc gia đã phản bội phong trào Bạch vệ trong thời điểm hết sức khó khăn.
Một yếu tố quan trọng được những người Bolshevik sử dụng khéo léo chống lại Phong trào Bạch vệ trong cuộc đấu tranh tuyên truyền, là sự hiện diện rất hạn chế của quân đội nước ngoài ở Nga, những lực lượng nước ngoài không muốn tham gia một cuộc chiến với Hồng quân, và do đó Phong trào Bạch vệ không có lợi thậm chí là có hại bởi sự hiện diện của lực lượng nước ngoài, vì họ chỉ làm mất uy tín của các chính phủ chống Xô viết trong quần chúng và tạo cho Xô viết một con át chủ bài tuyên truyền mạnh mẽ. Những người kích động Bolshevik miêu tả Bạch vệ như những người bảo vệ, là tay sai của giai cấp tư sản thế giới, buôn bán lợi ích quốc gia và tài nguyên thiên nhiên, và cuộc đấu tranh của Bolshevk là chính nghĩa và yêu nước.
"Wrangel sống và hành động theo lòng ân sủng của các nhà tư bản Anh-Pháp, những kẻ sẵn sàng sử dụng cả Lê dương Tiệp Khắc, các sư đoàn da đen và quân đội Wrangel để nô dịch kinh tế của người dân Nga.
Dù ý định ban đầu của chúng là gì đi chăng nữa, thì giờ đây chúng chẳng là gì khác ngoài một đội quân được thuê để phục vụ cho việc trao đổi và một biệt đội phụ trợ của giới quý tộc Ba Lan khát máu và săn mồi, những kẻ căm thù người dân lao động Nga."
"Gửi cho các sĩ quan của quân đội Nam tước Wrangel (Tuyên ngôn)."
Báo Pravda, số 202, ngày 12 tháng 9 năm 1920. Lời kêu gọi do M.I. Kalinin, V.I. Lenin, L.D. Trotsky, S.S. Kamenev và A.A. Brusilov ký tên.

## Vai trò sự can thiệp của nước ngoài trong Nội chiến Nga
Có nhiều đánh giá khác nhau về vai trò can thiệp của nước ngoài trong Nội chiến Nga. Đặc điểm chung chính của họ là thừa nhận rằng những quốc gia can thiệp theo đuổi lợi ích của họ hơn là lợi ích lực lượng chống Bolshevik. Cả phe Entente và Trung tâm đều tìm cách loại bỏ các vùng rìa quốc gia khỏi quyền tài phán của quyền lực trung ương Nga dưới các chính quyền bù nhìn (vốn mâu thuẫn với lợi ích với cả Hồng quân và Bạch vệ), và lợi ích của họ thường xung đột. Ví dụ, trước khi Thế chiến I kết thúc, Pháp và Đức đồng loạt đưa ra yêu sách đối với Ukraine và Crimea, trong khi Anh và Đế chế Ottoman đưa ra yêu sách đối với Kavkaz (Hoa Kỳ phản đối nỗ lực của Nhật Bản nhằm thôn tính vùng Viễn Đông của Nga).
Cả hai khối hiếu chiến tiếp tục coi Nga là một trong những chiến trường cho các hoạt động quân sự của cuộc chiến tranh thế giới đang diễn ra (trong đó Nga là một thành viên của Entente và, kể từ tháng 3 năm 1918, đã hòa hoãn với Đức), đó là lý do cho cả hai tiếp tục hiện diện quân sự đáng kể ở Nga.
Đại tá Stolzenberg, đại diện của Bộ chỉ huy tối cao tại trụ sở chính của quân đội Đức ở Kiev, đã viết:
Quân đội hiện có không đủ cả về nhân sự và vũ khí trang bị. Các đơn vị bổ sung là yêu cầu cần thiết để tiếp tục hoạt động.

Hindenburg đã viết trong hồi ký của mình:
Tất nhiên, ngay cả bây giờ, chúng ta không thể rút tất cả các lực lượng sẵn sàng chiến đấu của mình khỏi miền Đông... Mong muốn thiết lập một rào cản giữa chính quyền Bolshevik và những vùng đất mà chúng ta giải phóng đã đòi hỏi các đơn vị quân đội Đức mạnh phải ở lại miền Đông.

Sự khởi đầu của Nội chiến thường được giải thích bởi cuộc nổi dậy của Lê dương Tiệp Khắc, những người từng là binh sĩ của quân đội Áo-Hung, những người đã đào tẩu sang Nga và được di tản sang Pháp qua Vladivostok. Ngoài ra, sự hiện diện của những quốc gia can thiệp vào hậu phương của quân đội Bạch vệ và sự kiểm soát của họ đối với tình hình chính trị nội bộ ở đó (khi xem xét, sự can thiệp của nước ngoài thường được giảm xuống sự can thiệp của Entente) được coi là lý do khiến cuộc Nội chiến kéo dài khá lâu.
Tư lệnh Sư đoàn 1 của Lê dương Tiệp Khắc, Stanislav Čeček, đã ra lệnh trong đó ông đặc biệt nhấn mạnh những điều sau:
Biệt đội của chúng ta được xác định là tiền thân của lực lượng Đồng minh, và các chỉ thị nhận được từ bộ chỉ huy có mục đích duy nhất là xây dựng một mặt trận chống Đức ở Nga liên minh với toàn thể nhân dân Nga và các đồng minh của chúng ta.

Bộ trưởng Chiến tranh Winston Churchill nhấn mạnh hơn:
Sẽ là sai lầm khi nghĩ rằng trong suốt năm nay chúng ta đã chiến đấu trên các mặt trận vì sự nghiệp của những người Nga thù địch với những người Bolshevik. Ngược lại, Bạch vệ Nga đã chiến đấu vì chính nghĩa của chúng ta. Sự thật này sẽ trở nên nhạy cảm một cách khó hiểu kể từ thời điểm quân đội Bạch vệ bị tiêu diệt và những người Bolshevik thiết lập sự thống trị của họ trên khắp Đế quốc Nga rộng lớn.

Theo nhà sử học I. Ratkovsky, đóng góp của những quốc gia can thiệp vào cuộc khủng bố Trắng là rất đáng kể. Được thành lập vào năm 1924, "Hiệp hội hỗ trợ nạn nhân của sự can thiệp", vào ngày 1 tháng 7 năm 1927 đã thu thập hơn 1.3 triệu đơn từ công dân Xô viết, ghi nhận 111.730 vụ giết người và tử vong, trong đó có 71,704 người ở nông thôn và 4,026 dân số thành thị, đó là trách nhiệm của những quốc gia can thiệp. Những con số này bao gồm cả tổn thất do chiến đấu và phi chiến đấu.

## Chiến dịch

### Chiến dịch Bắc Nga
Chiến dịch Bắc Nga là sự can thiệp của quân đội đồng minh tham gia hỗ trợ Bạch vệ. Cuộc viễn chinh kết thúc sau 2 trận đánh Bolshie Ozerki và Romanovka với việc cho quân đồng minh rút lui trật tự khỏi Nga. Chiến dịch kéo dài từ tháng 6/1918, những tháng cuối của Thế chiến I đến tháng 3/1920.

### Đường sắt Archangelsk
Các chiến dịch nhỏ nổ ra khi quân đồng minh rút lui chống lại Hồng quân số 7 về phía nam hồ Onega và sông Yomtsa đến phía Đông tuyến đường sắt Arkhangelsk với thiết giáp do người Mỹ điều hành. Trận chiến cuối cùng do người Mỹ khai hỏa diễn ra tại Bolshie Ozerki từ 31/3 đến 4/4/1919.

### Chiến dịch Tây Bắc Nga
Quân đội Estonia kiểm soát hầu hết lãnh thổ của mình, nhưng giao tranh vẫn tiếp tục với Hồng quân số 7 và Hồng quân Estonia. Bộ Tư lệnh Tối cao Estonia quyết định đẩy tuyến phòng thủ giữa Nga và Estonia vào sâu nội địa Nga để ủng hộ Quân đoàn phương Bắc của Bạch vệ. Quân Estonia liên tục tấn công Narva, quân đội Nga tấn công chợp nhoáng và tiêu diệt Sư đoàn số 6 của Estonia. Cuộc tấn công được hỗ trợ bởi Hải quân Hoàng gia Anh và Hải quân và thủy quân lục chiến Estonia diễn ra dọc bờ biển Vịnh Phần Lan. Pháo đài Krasnaya Gorka nổi dậy chống lại quân Bolshevik, nhưng sau đó bị thuyết phục ủng hộ lại. Hồng quân số 7 tiếp tục được hỗ trợ và đẩy lùi quân Bạch vệ cho tới khi Sư đoàn số 1 Estonia đến hỗ trợ thì tình hình có vẻ ổn định tại Luga và sông Saba.